# Mauretanische Fußballnationalmannschaft
Die mauretanische Fußballnationalmannschaft ist die erste Fußballauswahl des afrikanischen Staates Mauretanien. Der mauretanische Fußball-Verband, die Fédération de Football de la République Islamique de Mauritanie (FFRIM), ist Mitglied der FIFA sowie der CAF. Erst seit den 1990er Jahren nimmt Mauretanien regelmäßig an den Qualifikationen zu Welt- und Afrikameisterschaften teil.
Die Mannschaft konnte sich bisher für keine Weltmeisterschaft qualifizieren. 2019 nahm die Mannschaft erstmals an einer Endrunde der Afrikameisterschaft teil.

## Turniere

### Weltmeisterschaft
| Jahr          | Teilnahme/Platzierung |
| ------------- | --------------------- |
| 1930 bis 1974 | nicht teilgenommen    |
| 1978          | nicht qualifiziert    |
| 1982 bis 1994 | nicht teilgenommen    |
| 1998          | nicht qualifiziert    |
| 2002          | nicht qualifiziert    |
| 2006          | nicht qualifiziert    |
| 2010          | nicht qualifiziert    |
| 2014          | nicht teilgenommen    |
| 2018          | nicht qualifiziert    |
| 2022          | nicht qualifiziert    |

### Afrikameisterschaft
| Jahr          | Teilnahme/Platzierung |
| ------------- | --------------------- |
| 1957 bis 1978 | nicht teilgenommen    |
| 1980          | nicht qualifiziert    |
| 1982          | nicht qualifiziert    |
| 1984          | nicht teilgenommen    |
| 1986          | nicht qualifiziert    |
| 1988          | nicht teilgenommen    |
| 1990          | zurückgezogen         |
| 1992          | nicht qualifiziert    |
| 1994          | zurückgezogen         |
| 1996          | nicht qualifiziert    |
| 1998          | nicht qualifiziert    |
| 2000          | zurückgezogen         |
| 2002 bis 2010 | nicht qualifiziert    |
| 2012          | zurückgezogen         |
| 2013          | nicht teilgenommen    |
| 2015          | nicht qualifiziert    |
| 2017          | nicht qualifiziert    |
| 2019          | Vorrunde              |
| 2022          | Vorrunde              |
| 2024          | Achtelfinale          |
| 2025          | nicht qualifiziert    |

### Afrikanische Nationenmeisterschaft
| Jahr | Teilnahme/Platzierung |
| ---- | --------------------- |
| 2009 | nicht qualifiziert    |
| 2011 | nicht qualifiziert    |
| 2014 | Vorrunde              |
| 2016 | nicht qualifiziert    |
| 2018 | Vorrunde              |
| 2021 | nicht qualifiziert    |
| 2023 | Viertelfinale         |
| 2025 | qualifiziert          |

### Amílcar-Cabral-Cup
| Jahr | Teilnahme/Platzierung |
| ---- | --------------------- |
| 1979 | Vorrunde              |
| 1980 | Vierter               |
| 1981 | Vorrunde              |
| 1982 | Vorrunde              |
| 1983 | Vierter               |
| 1984 | Vorrunde              |
| 1985 | Vorrunde              |
| 1986 | Vorrunde              |
| 1987 | Vorrunde              |
| 1988 | Vorrunde              |
| 1989 | Vorrunde              |
| 1991 | nicht teilgenommen    |
| 1993 | Vorrunde              |
| 1995 | Zweiter               |
| 1997 | Vorrunde              |
| 2000 | Vorrunde              |
| 2001 | Vorrunde              |
| 2005 | nicht teilgenommen    |
| 2007 | zurückgezogen         |

### FIFA-Arabien-Pokal
- 2021: Vorrunde

## Trainer
- Noël Tosi (2003–2004)
- Alain Moizan (2008)
- Moustapha Sall (2010–2012)
- Patrice Neveu (2012–2014)
- Corentin Martins (2014–2021)
- Gérard Buscher (2021)
- Didier Gomes Da Rosa (2021–2022)
- Amir Abdou (seit 2022)

## Spieler

### Rekordspieler
Stand: 19. November 2024
Fettgesetzte Spieler sind noch aktiv

#### Meiste Einsätze
| #   | Name                 | Zeitraum  | Spiele | Tore |
| --- | -------------------- | --------- | ------ | ---- |
| 1.  | Souleymane Diallo    | 2006–2019 | 79     | 0    |
| 2.  | Mohamed Dellahi Yali | 2015–     | 75     | 03   |
| 3.  | Yacoub Aly Abeid     | 2015–     | 67     | 02   |
| 3.  | Ismaël Diakité       | 2008–     | 67     | 09   |
| 5.  | Moulaye Ahmed        | 2013–     | 66     | 12   |
| 6.  | Abdoulaye Gaye       | 2012–     | 56     | 02   |
| 7.  | Moctar Sidi El Hacen | 2013–     | 54     | 08   |
| 8.  | Abdoul Ba            | 2013–     | 52     | 0    |
| 8.  | Bilal Sidibé         | 1994–2014 | 52     | 01   |
| 10. | Moustapha Diaw       | 2015–     | 50     | 0    |
| 11. | Adama Ba             | 2013–     | 49     | 06   |

#### Rekordtorschützen
| #  | Name                 | Zeitraum  | Tore | Spiele |
| -- | -------------------- | --------- | ---- | ------ |
| 1. | Moulaye Ahmed        | 2013–     | 12   | 66     |
| 2. | Ismaël Diakité       | 2008–     | 09   | 67     |
| 3. | Moctar Sidi El Hacen | 2013–     | 08   | 54     |
| 3. | Aboubakar Kamara     | 2021–     | 08   | 28     |
| 5. | Hemeya Tanjy         | 2018–     | 07   | 47     |
| 6. | Adama Ba             | 2013–     | 06   | 49     |
| 6. | Boubacar Bagili      | 2015–2019 | 06   | 35     |
| 6. | Brahim Ould Malha    | 1994–2002 | 06   | 29     |
| 9. | Mamadou Niass        | 2013–     | 05   | 45     |
| 9. | Ahmed Sidibé         | 1994–2008 | 05   | 24     |

### Bekannte Spieler
Nur wenige mauretanische Spieler sind in Europa aktiv. Diese spielen dann fast ausschließlich in den französischen Ligen und bringen es kaum zu größerer Bekanntheit.
| Name               | Geburtsdatum      | Aktueller Verein           | Anmerkung |
| ------------------ | ----------------- | -------------------------- | --- |
| Bertrand Ketchanke | 14. Juni 1980     | FC Jeunesse Lorraine Arlon | Spielte bei Stade Rennes und Stade Reims |
| Eric Descombes     | 25. Juni 1971     | Karriereende               | Spielte zu Beginn seiner Karriere bei Olympique Lyon und dem FC Toulouse in der Ligue 1, später für mehrere inzwischen aufgelöste US-amerikanische Klubs und für Southend United |
| Pascal Gourville   | 12. Januar 1975   | Karriereende               | War von 1998 bis 2004 für fünf verschiedene französische Profivereine aktiv |
| Adama Ba           | 27. August 1993   | AJ Auxerre                 | |
| Abdoul Ba          | 8. Februar 1994   | RC Lens                    | |
| Diallo Guidileye   | 30. Dezember 1989 | AS Nancy-Lorraine          | |
| Sally Sarr         | 6. Mai 1986       | FC Luzern                  | |
| Khassa Camara      | 22. Oktober 1992  | Skoda Xanthi               | |